# بخش مننگ
بخش مننگ (به لاتین: Meneng District) یک بخش در نائورو است. بخش مننگ ۳٫۱ کیلومتر مربع مساحت و ۱٬۳۸۰ نفر جمعیت دارد و ۲۵ متر بالاتر از سطح دریا واقع شده‌است.